# Cratere Lydia
Lydia  è un cratere sulla superficie di Venere.